# Новоселки (посёлок, Коломенский городской округ)
Новоселки — деревня в Коломенском районе Московской области. Относится к Биорковскому сельскому поселению. Население — 11 чел. (2010).

## Расположение
Деревня Новоселки расположена на левом берегу реки Коломенки в 10 км к западу от города Коломны. В 3 км к юго-востоку от деревни проходит автодорога Р115. Ближайшие населённые пункты — посёлок Заречный и деревня Дубенки.

## Население
| 2002 | 2006 | 2010 |
| ---- | ---- | ---- |
| 23   | ↘18  | ↘11  |